# Turistická značená trasa 3012
 Turistická značená trasa 3012 je zeleně vyznačená 8 kilometrů dlouhá pěší trasa Klubu českých turistů vedená z Hanspaulky přes Šárecké údolí a Horoměřice k odbočce na Alšovu vyhlídku. Cestou překonává několik převýšení.

## Popis trasy
Z Hanspaulky vychází trasa severozápadním směrem ke Zlatnici. kde se setká s červeně značenou trasou a cyklostezkami. Na rozcestí sestoupá do Šáreckého údolí a následně vystoupá k zahrádkářské osadě Na Pučálce a ulici Horoměřická, kterou přejde. Za ní pokračuje zalesněnou stráni nahoru a poté po asfaltce až na okraj lesa. Od rozcestníku vede spolu s cyklostezkou mezi poli severozápadně do Horoměřic, kde u Kříže zabočí na východ. Přes obec a kolem zahrádkářské osady dojde k silnici 241 ze Suchdola, kterou přejde, a pokračuje přírodní rezervací se skalnatým hřebenem zvaným „Kozí hřbety“ a následným sestoupáním do údolí k Únětickému potoku, kde končí a kde na ni navazují další turistické trasy.
| Km  | Místo                  | Navazující a křižující trasy | Nadm. výška |
| --- | ---------------------- | ---------------------------- | ----------- |
| 0   | Hanspaulka (bus)       |                              | 299 m       |
| 0,5 | Zlatnice               | 0043                         | 301 m       |
| 1   | Šárecké údolí          |                              | 232 m       |
| 3   | Nad Truhlářkou         | 0043, 1010                   | 333 m       |
| 3,5 | K oříškům              | 1010                         | 340 m       |
| 5   | Horoměřice             | 0018                         | 308 m       |
| 7   | Kozí hřbety            |                              | 285 m       |
| 7,9 | Pod Kozími hřbety      | 6148                         | 224 m       |
| 8   | Alšova vyhlídka (odb.) | 1006, 6148                   |             |

## Zajímavá místa
- Hanspaulka - zámek
- Zlatnice - usedlost
- Šárecké údolí
- Truhlářka - usedlost
- Kozí hřbety
- Údolí Únětického potoka - přírodní rezervace

## Veřejná doprava
Cesta začíná u zastávky MHD Hanspaulka a vede kolem zastávek MHD Kuliška a Pučálka. V Horoměřicích je poslední zastávka autobusů PID, od Alšovy vyhlídky lze pokračovat po navazujících trasách do Roztok u Prahy nebo Únětic.